# (2060) Quiró
(2060) Quiró és un planeta menor inclòs dins de la categoria dels centaures amb una òrbita entre els planetes Saturn i Urà i una distància mitjana al Sol de 13 ua.
Va ser el primer representant descobert d'aquest grup d'asteroides, i se li assignà el nom d'un ésser de la mitologia grega, Quiró, que pertanyia a la mítica raça dels centaures, raó per la qual a tots aquests objectes se'ls anomena centaures. Amb gairebé 150 km de diàmetre, és el tercer major objecte d'aquestes característiques després de (10199) Cariclo i (5145) Pholus.
Va ser descobert per Charles T. Kowal el 18 d'octubre de 1977. Encara que va ser classificat inicialment com a asteroide, quan Quiró es va apropar al seu periheli es va observar que presentava una coma. Per això, Quiró està classificat oficialment com a cometa (95/P Quiró) i com a asteroide (1977 UB).